# Dalbergia errans
Dalbergia errans är en ärtväxtart som beskrevs av William Grant Craib. Dalbergia errans ingår i släktet Dalbergia, och familjen ärtväxter. Inga underarter finns listade i Catalogue of Life.